# 동사 (품사)
동사(動詞, Verb) 또는 움직이는 사람이나 사물의 움직임을 나타내는 품사이다. 형용사와 함께 용언에 속한다. 주어 다음에 동사가 나오는 영어나 중국어와는 달리 한국어의 동사는 문장의 끝에서 /-다/로 끝나는 경우가 많기 때문에 그 형태만 가지고는 형용사와 구별하기 쉽지 않다.

## 일치
동사가 굴절되는 언어에서, 동사는 인칭(person), 수(number), 성(gender)에 있어 일차항(primary argument)인 주어(subject)에 일치(agreement)시킨다. 영어의 경우, be동사를 제외하고 3인칭 단수 현재시제 동사형만 -s를 동사 뒤에 붙여 구별한다. (walk + s = walks, 'He walks.') 다른 인칭의 현재형 시제는 그런 것이 없다('I walk.', 'You walk.', 'They walk.' 등).
라틴어(Latin)와 로망스어(Romance language)는 시제-상-서법(tense–aspect–mood, 약어 'TAM')에 따라 동사를 굴절시키며, 인칭과 수에 따라 주어와 동사를 일치시킨다. 그러나 성에 일치시키지는 않는다. 한국어나 일본어와 같은 SOV 어순은 동사를 시제-상-서법에 따라 동사를 굴절시키며, 부정(negation)과 같은 다른 범주들에도 굴절시키지만, 결코 주어와 동사를 일치시키지는 않는다. 이는 철저히 의존 표지 언어(dependent-marking language)인 것이다. 반면, 바스크어, 조지아어 등은 다인칭 일치(polypersonal agreement)가 있다. 동사는 주어, 직접목적어, 부차 목적어에도 일치시킨다. 유럽언어 대부분에서 보이는 핵심부 표지 언어(head-marking language)인 것이다.

## 결합가
동사가 가지는 인자의 수를 결합값 혹은 결합가(valency 또는 valence)이라고 하며, 동사는 이 결합값에 의해 다음과 같이 분류된다.
- 자동사(自動詞, Intransitive verb) (결합값 = 1); 주어만 가지는 동사를 말한다. 예) (나는) "걷는다", "he runs"
- 타동사(他動詞, Transitive verb) (결합값 = 2); 주어를 가지고 있으면서, 직접목적어를 가지는 동사를 말한다.
- 이중타동사(二重他動詞, Ditransitive verb) (결합값 = 3); 주어를 가지고 있으면서, 직접목적어와 간접목적어를 가지는 동사를 말한다.
- 재귀동사(再歸動詞, Reflexive verb); 본래 타동사 또는 이중타동사이지만, 직접목적어 또는 간접목적어가 주어와 같은 경우, 항이 하나 줄어들게 되는 동사를 말한다. 의미적으로도 자동사라고 생각되는 것이 많다. 재귀 대명사(영어의 -self)를 동사에 붙인 형태로, 로망스어에서 특히 자주 사용된다. 예)
- 능격동사(能格動詞, Ergative verb); 타동사와, 타동사일 경우의 목적어＝내항을 주어로 쥔 자동사(타동사일 경우의 주어=외항을 지운 표현)의 어느 쪽에도 같은 형태 그대로 사용할 수 있는 동사를 말한다. 예)開く, open

동사의 어휘상에 따라 동사를 분류할 수 있다. 동작이 지속되는 시간에 기초를 둔 계속동사/순간동사, 어느 상태로의 변화를 의미할지 아닐지에 기초를 둔 목표동사/비목표동사 등 몇 가지의 시점에서 분류할 수 있다. 벤들러(Zeno Vendler)에 의한 네 분류가 주로 알려져 있다.
- 상태동사(状態動詞, State verb); 원형 그대로 상태를 나타내며, 진행형을 갖지 않는 동사를 말한다. 예) like, live, have
- 행위동사(行爲動詞, Action verb); 진행형으로 동작의 계속성을 나타내며, 도착점이나 결과나 동작의 한계점을 가지지 않는 동사. 예) run
- 성취동사(成就動詞, Achievement verb); 어느 상태가 실현되는 순간적인 사건을 나타내며, 동작의 과정은 나타나지 않는 동사를 말한다.  예) arrive
- 완수동사(完遂動詞, Accomplishment verb); 계속적인 동작의 결과, 어느 상태를 실현하는 것을 나타내는 동사를 말한다. 예) make

한국어에서는 주어의 생략이 빈번히 일어나며, 동사는 형용사와 함께 서술어의 역할을 한다. 보통 문장의 구조는 동사의 종류에 따라 달라지며, 동사가 목적어를 필요로 하느냐에 따라 자동사와 타동사로 나뉘고, 보어를 필요로 하느냐에 따라 완전동사와 불완전동사로 나뉜다.
- 자동사: 목적어가 필요 없는 동사.
- 타동사: 목적어를 필요로 하는 동사.
- 완전동사: 보어가 필요 없는 동사.
- 불완전동사: 보어를 필요로 하는 동사.

일본어에서는 같은 시점에 의하면 킨다이치 하루히코의 네 분류(상태동사, 계속동사, 순간동사, 제4종의 동사)가 있다. 킨다이치와 벤들러의 차이는 벤들러가 진행형(V-ing)에 기초를 두고 분류하고 있는 것에 대해서 킨다이치는 동사를 ‘~ている’에 기초를 두고 분류하고 있는 점이다. 킨다이치의 분류는 벤들러에게 앞서서 제안되고 있었으며, 또 벤들러와 같은 분류는 아리스토텔레스가 행하고 있다고 한다.
의지에 의한 분류
- 의지동사(意志動詞, Volitional verb); 인간 등의 의지에 의한 동작을 나타내는 동사를 말한다. 희망 · 가능 · 명령 · 금지 등의 형태를 취할 수 있다.
- 무의지동사(無意志動詞, Non-volitional verbl; 의지에 따르지 않는 동작 등을 나타내는 동사를 말한다. 희망 · 가능 · 명령 · 금지 등의 형타를 가지지 않는다.

시점에 의한 분류
- 주체동작동사(主体動作動詞); 주체의 동작을 취하고 있는 동사를 말한다. 자동사도 타동사도 있다. 일본어에서 ‘いる’를 붙이면 동작의 진행을 나타낸다.
- 주체변화동사(主体変化動詞); 주체의 변화를 취하고 있는 동사를 말한다. 대부분이 자동사이다. 일본어에서 ‘いる’를 붙이면 결과의 지속을 나타낸다.
- 주체동작 · 객체변화동사(主体動作・客体変化動詞); 주체로부터는 동작을, 객체로부터는 변화를 취하고 있는 동사를 말한다. 모두 타동사이다. 능농태와 수동태에 대립이 있다. , 일본어에서 ‘いる’를 능동태에 붙이면 동작의 진행을 나타내며, 수동태에 붙이면 결과의 잔존을 나타낸다.

## 활용
한국어의 품사들 중 용언에 속하는 동사와 형용사만 활용할 수 있다. 그러나 서술격 조사는 용언이 아닌데도 활용할 수 있어서 많은 논란이 있다. 활용이란, 단어의 어간에 어미가 결합하는 것을 말한다. 어떤 용언이 활용될 때, 일정한 규칙에 따라 변하는 활용을 규칙 활용이라 하고, 특수한 변화를 보이는 활용을 불규칙 활용이라고 한다.
동사도 용언에 속하므로 활용할 수 있다. 한국어에서는 동사를 활용함으로 시제나, 상, 피동 표현, 사동 표현 등을 자유롭게 나타낼 수 있다. 다음은 '먹다'라는 동사를 활용한 예이다.
- 먹나, 먹을까(위연심, 고민) watch edible/can eat
- 먹을 수(허락, 능력)may eat/can eat
- 먹겠다, 먹을 것이다 (미래, 추측, 의지, 능력)will eat/be gonna eat/ (let me)eat
- 먹는다 (현재, 단정; 문체 사용의 기본형) (let me)eat
- 먹었다 (과거, 완료, 확정)ate/have eaten
- 먹이다 (사동)feed
- 먹히다 (피동)get eaten 아래 참고
- 먹어(라) (명령) (let you)eat 아래 참고
- 먹자 (공동, 권유)let us eat

먹지 먹고 먹으며 먹으니 먹는다니 먹는구나 먹는다는 먹는군 먹어도 먹냐 먹네
먹일/할 수
없이/히겠다, 먹일/할 것이다
먹인/힌다 먹였/혔다 먹여/혀(라) 등

## 일본어의 동사

### 분류
언어학에서는 일본어의 동작을 형태에 따라서 세 종류로 나뉜다. 5단동사, 1단동사, 불규칙동사(‘する’와 ‘来る’)이다. 5단동사를, -u 동사, 1류동사, 자음동사, 강변화동사라고도 부른다. 1단동사를, -ru 동사, 2류동사, 모음동사, 약변화동사라고도 부른다. 이 이름은 어간과 어미에 기초를 두고 있다.
| 5단동사    | 어간이 자음으로 끝난다. 어형은 -u로 끝난다.       | kak-u, kak-imasu, kak-anai hanas-u, hanas-imasu, hanas-anai |
| 1단동사    | 어간이 모음 (i, e)로 끝난다. 어형은 -ru로 끝난다. | mi-ru, mi-masu, mi-nai tabe-ru, tabe-masu, tabe-nai         |
| 불규칙동사 | ‘する’와 ‘来る’ 뿐.                               | s-uru, s-imasu, s-inai k-uru, k-imasu, k-onai               |

### 조동사
언어학에서는 일본어의 ‘-て’에 접속해서 문법적 기능을 가리키는 동사를 분류해서 조동사라고 부른다. 이것은 일본어 문법에서는 ‘보조동사’라고 부른다. 일본어 문법에서 말하는 ‘조동사’에 대해서는 조동사 (일본어 문법)을 참조.

### 일본어 문법
일본어 문법에서 동사는 용언의 하나이며, 활용하는 자립어이다. 활용의 형태에 따라서, 5단활용, 상1단활용, 하1단활용, カ행변격활용, サ행변격활용으로 분류된다.

### 동사의 활용형
각 형태에 후속하는 주된 단어
| 미연형 | ない · う · よう · ぬ · れる · られる · せる · させる |
| 연용형 | た · だ · て · ます · ‘、’ · たい · ながら            |
| 종지형 | と · ‘。’ · から · けれど                             |
| 연체형 | とき · の · こと · 명사                               |
| 가정형 | ば                                                    |
| 명령형 | ‘！’ · と · ‘。’                                      |

### 복합동사
‘押し続ける’ ‘作り上げる’처럼 두 동사를 결합한 것을 복합동사(複合動詞)라고 한다. 앞의 동사(연용형)을 전항동사(前項動詞), 후속의 동사를 후항동사(後項動詞)라고 한다.
의미적으로는 ‘切り倒す’ ‘ふりかける’처럼 두 동사의 의미를 거의 대등하게 결합한 복합동사도 있지만, 위의 예시처럼 전항동사가 기본적인 의미를 맡으며, 후항동사가 주로 문법 기능을 다하는 복합동사도 많다.
특히 전항동사의 종류에 대하는 제한이 적지 않은 후항동사 ‘始める’, ‘続ける’, ‘尽くす’, ‘過ぎる(앞에 형용사 · 형용동사의 어간도 취할 수 있다)’, ‘お...する(겸양어)’ 등은 보조동사로도 취급되며, ‘押され続ける’처럼 두 동사의 사이에 조동사가 개입할 수도 있다. 그 중에는 ‘かねる(불가능 등을 나타냄)’처럼, 독자의 의미를 잃고 거의 기능만을 맡는, 조동사적인 후항동사도 있다(정중의 조동사 ‘ます’도 후항동사형식의 조동사 ‘参らする’에서 유래한다).

## 영어의 동사
영어에서는 보어를 따라서 상태를 나타내는 be 동사(SVC)와, 그것만으로 동작을 나타내거나 부사구를 따르거나 하는 자동사(SV)와, 목적어나 목적격보어를 따르는 타동사(SVOO, SVOC)가 있다. 또 "give up"(포기하다)이나 "take care of" (돌보다)처럼, 부사나 전치사, 명사 등을 따른 형태로, 전체로 하나의 동사처럼 사용되는 동사구가 되는 것도 있다.

## 관련 서적
- 스즈키 시게유키; 후지이 타다시; 타카하시 타로; 요시카와 타케토키 (1976).  킨다이치 하루히코, 편집. 《日本語動詞のアスペクト》 [일본어 동사의 애스펙트] (일본어). 무기쇼보. ISBN 4-8384-0104-3.
- 타카하시 타로 (1994년 3월). 《動詞の研究　動詞の動詞らしさの発展と消失》 [동사의 연구, 동사의 동사다운 발전과 소실] (일본어). 무기쇼보. ISBN 4-8384-0109-4.

## 같이 보기
- 능격동사
- 대격동사
- 비능격동사
- 비대격동사
- 조동사
- 문법
- 형용사
- 일본어 문법